# Santo Amaro
Santo Amaro es una freguesia portuguesa del concelho de São Roque do Pico, con 12,70 km² de superficie y 329 habitantes (2001). Su densidad de población es de 25,9 hab/km².